# Fysisk karta
En fysisk karta är en karta som avbildar jordens fysiska utseende, till exempel höjdskillnader, hav, bergskedjor och floder, till skillnad från bland annat en politisk karta, som mest är inriktad på länderna och gränserna mellan dem. Det kan till exempel vara en reliefkarta eller en topografisk karta.